# Yawata (Kioto)
Yawata (八幡市 Yawata-shi?) es una ciudad localizada en la prefectura de Kioto, Japón. En junio de 2019 tenía una población de 71.020 habitantes y una densidad de población de 2.917 personas por km². Su área total es de 24,35 km².

## Geografía

### Localidades circundantes
- Prefectura de Kioto
  - Kioto
  - Jōyō
  - Kyōtanabe
  - Ōyamazaki
  - Kumiyama

## Demografía
Según datos del censo japonés, la población de Yawata se ha mantenido estable en los últimos años.
| Año del censo | Población |
| ------------- | --------- |
| 1995          | 75.779    |
| 2000          | 73.682    |
| 2005          | 74.252    |
| 2010          | 74.227    |
| 2015          | 72.664    |